# Kærlighedsbuddet
Kærlighedsbuddet står beskrevet i bibelen i Første Korintherbrev kapitel 13, vers 4-7. Dette lyder sådan: 
| Citat | Kærligheden er tålmodig, kærligheden er mild, den misunder ikke, kærligheden praler ikke, bilder sig ikke noget ind. Den gør intet usømmeligt, søger ikke sit eget, hidser sig ikke op, bærer ikke nag. Den finder ikke sin glæde i uretten, men glæder sig ved sandheden. (1 Kor 13,4-7) | Citat |
|       | |       |

Buddet er meget vigtigt for kristendommen. Kærligheden, der beskrives, kan også tolkes som Guds kærlighed til mennesker.